# Blood In Blood Out
Blood In Blood Out is een cultfilm uit 1993. De film is ook bekend onder de naam Bound by Honor.

## Verhaal
De film verhaalt over de bendeoorlogen die in de jaren 1980 woedden in de gevangenissen in Californië. De halfbroers Paco en Cruz groeien op met hun neef Miklo in een van de achterbuurten van Los Angeles. De centrale bende in deze film is de fictie-gang "Vatos Locos" of VL. Als je een "esse" (brother/broeder) en een latino bent, mag je ze bij hun aansluiten, en Paco is prominent lid. Miklo heeft een blanke vader en daardoor een blank uiterlijk: blond en blauwe ogen. Hierdoor moet hij zich telkens bewijzen om geaccepteerd te worden. Miklo moet om zich aan te mogen sluiten bij de bende een lid van een andere bende, de Tres Puntos, aanvallen. Dit leidt echter tot een spiraal van geweld, leidend tot de moord op bendeleider Spider.
Hierdoor scheiden de wegen van de drie zich. Miklo, die persoonlijk Spider had neergeschoten en al een strafblad had, gaat de gevangenis in. Cruz raakt zwaargewond. Paco die was betrokken bij de moord maar nog een blanco strafblad had, krijgt de keus om marinier te worden of de gevangenis in te gaan. Hij ziet in dat hij verkeerd bezig is, grijpt zijn laatste kans, sluit zich aan bij de US Marines, om uiteindelijk rechercheur te worden.
Miklo komt terecht in St. Quentin en begint daar een carrière in een gevangenisbende en in de drugs. Cruz wordt een kunstenaar, maar raakt verslaafd aan heroïne met tragische gevolgen. Zijn dertienjarige broertje Juanito vindt een volle spuit en dient zichzelf per ongeluk een overdosis toe. De familie houdt Cruz verantwoordelijk en verstoot hem. Bovendien markeert dit incident ook meteen het einde van zijn bescheiden succes.
In de gevangenis blijkt een strikte raciale segregatie te bestaan, en zijn drie bendes actief. De Aryan Vanguard (gebaseerd op de Aryan Brotherhood) wordt geleid door Red Ryder, en is de bende van de blanken. Een deel van de zwarten is verenigd in de B.G.A. (Black Guerrilla Army, geïnspireerd op de Black Guerrilla Family) geleid door Bonafide. En voor de Hispanics is er La Onda (gebaseerd op de Mexican Mafia) geleid door Montana. De Aryan Vanguard dealt in drugs en speelt de overige bendes tegen elkaar uit, en heeft het zodoende voor het zeggen. Ook de B.G.A. handelt in drugs, maar beschikt niet over het netwerk van de Aryans.
Miklo voelt zich natuurlijk direct aangetrokken tot La Onda, terwijl de Aryans hem als een seksslaafje willen gebruiken. Met name de gevangeniskok en gokbaas Big Al toont interesse. La Onda heeft echter de regel 'bloed in bloed uit'. Men kan slechts lid worden door iemand te vermoorden, en wie La Onda verraadt of verlaat wordt gedood. Miklo bewijst zich door Big Al te vermoorden. La Onda verschaft hem een mes, en Miklo zorgt onder de context van een seksueel afspraakje ervoor alleen te zijn met Big Al. Hij steekt Big Al dood en neemt ook zijn goklijsten mee. Hiermee kan hij de bewakers die via Big Al weddenschappen hadden lopen, chanteren, zodat hij niet wordt aangeklaagd voor de moord. Miklo wordt opgenomen in de bende.
Miklo komt uiteindelijk voorwaardelijk vrij maar het valt niet mee. Miklo werkt hard voor een hongerloontje, woont in een krot vol criminelen en zijn baas houdt onder het mom van diefstal op het werk salaris in om zijn eigen gokschulden te betalen. Hierdoor bezwijkt Miklo weer voor de verlokking van de misdaad. Dit leidt al snel tot een confrontatie met Paco als Miklo een gewapende roofoverval doet. Paco schiet zijn neef in zijn been. Miklo's onderbeen moet worden geamputeerd, en hij moet terug naar de gevangenis.
In La Onda blijkt een meningsverschil te zijn ontstaan over drugshandel. Verschillende gedetineerden zijn verslaafd en de Aryan Vanguard speelt een belangrijke rol in de drugshandel. Sommigen binnen La Onda vinden dat ook La Onda drugs moet verhandelen, maar Montana meent dat La Onda er slechts is voor bescherming en zich niet met drugshandel moet inlaten. Dit leidt tot een scheuring, waarbij een prominent lid, Carlos, besluit over te lopen naar de Aryan Vanguard. Een aantal leden volgt hem. De Aryans gebruiken Carlos echter om via diens broer Smokey een aanslag op een B.G.A. hoofdkwartier te plegen. Ze stoppen hem te beschermen als ze hem niet meer kunnen gebruiken. De B.G.A. neemt hem hierop te grazen. Nu dreigt er een oorlog omdat de B.G.A. wraak wil. Montana meent dat een oorlog met de B.G.A. alleen in het voordeel van de Aryan Vanguard zal zijn en stuurt daarom een huurmoordenaar op Smokey af.
Smokey weet contact te leggen met Paco. Hij probeert Paco informatie te verkopen in ruil voor bescherming. Paco is te laat (Smokey wordt vermoord), maar hij ziet een kans om via zijn neef het drugsnetwerk van de gevangenisbendes bloot te leggen en tevens een einde te maken aan de bendeterreur. Maar Miklo heeft andere plannen...
Montana, de leider van La Onda, wordt tijdelijk overgeplaatst naar de Folsom-gevangenis om zijn dochter te kunnen zien. Daar wordt hij vermoord door een B.G.A. moordenaar. Paco meent dat de Aryans de moord hebben gearrangeerd om de B.G.A. en La Onda tegen elkaar uit te spelen, en probeert een vredesbespreking te arrangeren tussen La Onda en de B.G.A., om ze te overtuigen niet ten strijde te trekken. Dit lijkt te lukken: tot grote opluchting van de gevangenisdirecteur ziet hij Miklo en Bonafide elkaar een hand geven. Maar Miklo, na Montana's dood de nieuwe leider, smeedt met Bonafide een alliantie en een plan voor een machtsgreep.
Tijdens de festiviteiten van de Día de los Muertos vermoorden La Onda en B.G.A. leden kopstukken van de Aryan Vanguard. En dit is niet alles. Direct daarna keert La Onda zich tegen de B.G.A. als represaille voor de moord op Montana. La Onda heeft het nu voor het zeggen in de gevangenis en neemt het drugsnetwerk van de Aryan Vanguard over.
Uiteindelijk blijkt dat ook de dood van Montana aan Miklo & celmaat te wijten was. Zij waren het oneens met diens weigering om drugs te handelen, en hadden de B.G.A. in Folsom opzettelijk van valse instructies voorzien, zodat zij Montana zouden vermoorden. Bovendien stond ook niet iedereen achter Montana's vredespolitiek jegens de B.G.A. Zo hadden de leden van La Onda een excuus om zich ook van de B.G.A. te ontdoen. Miklo, huilt om Montana. Zijn celmaat verzekert hem dat de dood van Montana tragisch was, maar "voor de goede zaak". Daarna zweert hij dat hij zijn leven voor Miklo geeft.
De gevangenisautoriteiten reageren aanvankelijk lauw op de golf van moorden. Er worden zelfs grappen gemaakt dat La Onda de belastingbetaler geld bespaart. Wanneer ze echter merken dat La Onda te machtig wordt, plaatsen ze belangrijke bendeleden over. Miklo geeft hen ieder een som geld mee om in een nieuwe gevangenis een onderafdeling van La Onda te beginnen, "want niemand kan La Onda kapotmaken".
Paco is furieus dat Miklo hem zo voor zijn karretje heeft gespannen. Miklo beweert trots dat hij La Raza (de vereniging van alle Hispanics) voorstaat, maar Paco zegt dat Miklo zich moet schamen dat concept te vergelijken met de gangsterpraktijken van La Onda. Paco wil nu ook met Miklo niks meer te maken hebben. Later keert Paco terug naar zijn geboortewijk, en realiseert zich na een gesprek met Cruz dat hij degene was die de andere twee had overgehaald lid te worden van zijn bende. In feite was hij daarmee degene die hun levensloop had bepaald en de causale keten in gang had gezet die zou leiden tot de dood van Juanito en de brutale bendemoorden. Paco vergeeft daarom zowel Cruz als Miklo.

## Rolverdeling
| Acteur                              | Personage               |
| ----------------------------------- | ----------------------- |
| Damian Chapa                        | Miklo Velka             |
| Jesse Borrego                       | Cruz Candelaria         |
| Benjamin Bratt                      | Paco Aguilar            |
| Enrique Castillo                    | Montana Segura          |
| Delroy Lindo                        | Bonafide                |
| Victor Rivers                       | Magic                   |
| Tom Towles                          | Red Ryder               |
| Carlos Carrasco                     | Popeye                  |
| Theodore Wilson                     | Wallace                 |
| Raymond Cruz                        | Chuy                    |
| Geoffrey Rivas                      | Carlos                  |
| Valente Rodriguez                   | Frankie                 |
| Lanny Flaherty                      | Big Al                  |
| Billy Bob Thornton                  | Lightning               |
| Danny Trejo                         | Geronimo                |
| Victor Mohica                       | Mano                    |
| Luis Contreras                      | Realthing               |
| Ving Rhames                         | Ivan                    |
| Richard Masur (uncredited)          | Prison librarian        |
| Thomas F. Wilson                    | Rollie McCann           |
| Lupe Ontiveros                      | Carmen                  |
| Jeffrey "Taz" Tanzella (uncredited) | Aryan Vanguard Prisoner |
| Natalija Nogulich                   | Janis                   |
| Belinda Diamond (uncredited)        | woman at museum         |